# Chapelle de la reine Théodelinde
La Chapelle de la reine Théodelinde, (en italien, Cappella della Regina Teodolinda), est une chapelle située à gauche de l'abside centrale dans la cathédrale de Monza.
Elle est décorée d'un cycle de fresques attribuée aux Zavattari, une famille d'artistes italiens du quattrocento, ayant tenu un atelier à Milan. Ces fresques constituent le plus  grand exemple de cycle de peinture du style gothique international tardif Lombard.
Les fresques relatent des épisodes  de la Historia Langobardorum de Paolo Diacono  et d'une légende médiévale de Bonincontro Morigia, chroniqueur  monzese du Trecento. Ces fresques sont composées de 45 scènes divisées en 5 panneaux superposés, avec la représentation de 800 personnages pour un total d'environ 500 m2.
Dans une vitrine surélevée est conservée la Couronne de fer de Lombardie.

## Histoire
La chapelle a été construite au cours du XIVe siècle dans le Dôme de Monza.
Les fresques sur lesquelles on trouve l'emblème des Visconti « FI MA » ont été probablement commandées par Filippo Maria Visconti.
La décoration a été réalisée en deux étapes, la première entre 1441 et 1444 et la seconde entre 1444 et 1446 et le travail semble être l'œuvre de quatre mains différentes.

## Description

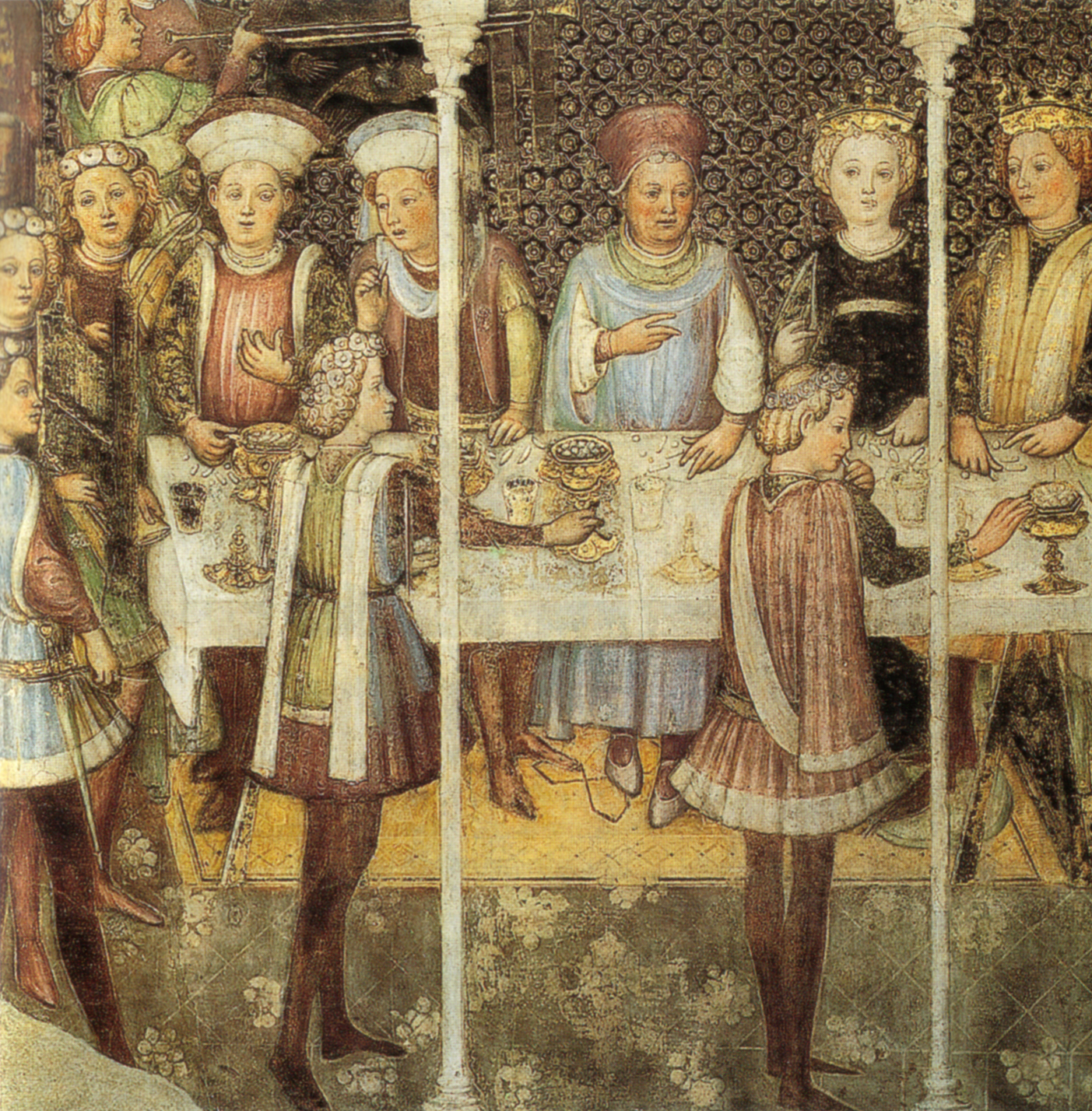
Repas de mariage de Théodelinde

Le lieu protégé par un garde-corps est une voûte polygonale gothique à ogives.
Le fronton de l'arche d'entrée de la chapelle ainsi que la voûte sont décorées d'images de saints et évangélistes, œuvres d'un peintre anonyme du XVe siècle.
Au centre de la chapelle un autel néogothique, œuvre de Luca Beltrami (1888), supporte une caisse métallique renforcée contenant l'écrin de la Couronne de fer de Lombardie (Corona Ferrea), le diadème servant à couronner les rois lombards, rois d'Italie et Empereurs du Saint-Empire romain germanique.
Derrière l'autel contre la paroi du fond se trouve le sarcophage dans lequel en 1308, le corps de la reine Théodelinde fut transporté de sa sépulture initiale de la Basilique lombarde de San Giovanni Battista de Monza.
La décoration de la chapelle avec les fresques de l'Histoire de la reine Théodelinde est tirée des épisodes de Historia Langobardorum de Paolo Diacono et d'une légende de la fin du XIVe siècle du chroniqueur médiéval monzese Bonincontro Morigia, qui raconte l'histoire d'un rêve de la reine Théodelinde sur la fondation de la cathédrale.
Les scènes des fresques sont au nombre de 45, réparties sur cinq niveaux et ont une surface de 500 m2.
C'est probablement à Franceschino, le père, que l'on la conception de la totalité du cycle et il réalisa les scènes 1 à 12. Le second maître, sûrement son fils Giovanni, réalisa celles de 13 à 34, ensuite son frère Gregorio de 35 à 41 et enfin Ambrogio (le plus jeune frère) les quatre scènes finales (42 à 45).

## Liste des scènes

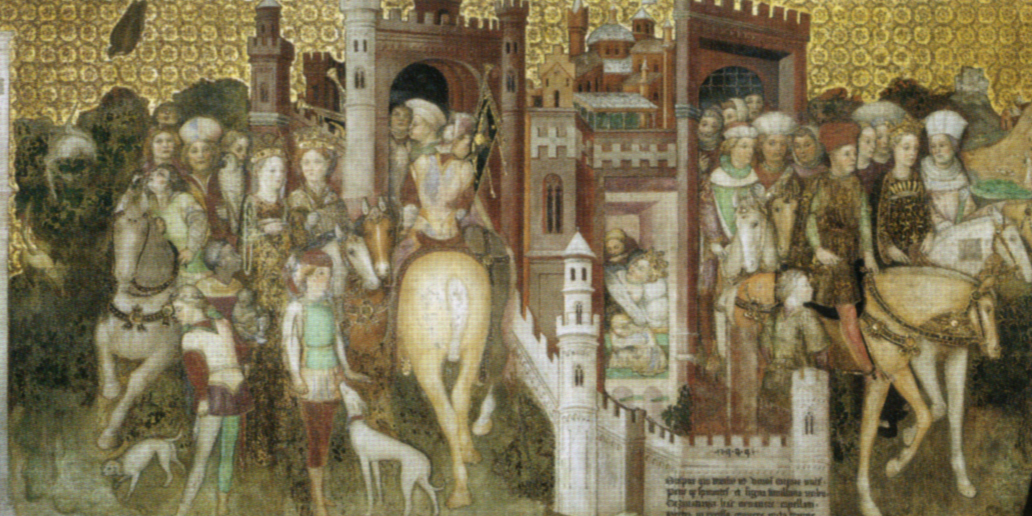
Rêve et départ de théodelinde partenza di Teodolinda,Dôme de Monza.

### Scènes 1 à 23:Description des préparatifs et du mariage entre Théodelinde etAutharijusqu'à la mort du roi
1. Authari, roi des Lombards envoie des émissaires à Childebert, roi des Francs, afin de demander la main de sa sœur Inganda (lunette).
2. Childebert reçoit les émissaires, mais il a déjà promis sa sœur au fils du roi d'Espagne (lunette).
3. Retour en Italie des émissaires lombards (début de la deuxième bande du haut, par la gauche).
4. Authari charge les émissaires de se rendre à la cour de Garibald duc des Bavarii, afin de demander la main de Théodelinde.
5. Départ des émissaires pour la Bavière.
6. Garibald reçoit les émissaires lombards et accepte leur demande.
7. Retour des émissaires en Italie.
8. Authari reçoit ses émissaires accompagnés par une délégation des Bavarii.
9. Authari se rend incognito en Bavière.
10. Théodelinde reçoit la délégation et offre à Authari le verre de bienvenue sans le reconnaître.
11. Authari retourne en Italie.
12. Fête à la cour lombarde.
13. Le roi des Francs Childebert entre en guerre contre les Lombards et défait le duc de Bavière (début de la troisième bande par la gauche).
14. Garibald, Théodelinde et son frère s'enfuient en Italie.
15. Arrivée de Théodelinde sur la terre lombarde.
16. Les émissaires informent Authari de l'arrivée de Théodelinde.
17. Authari à cheval va à la rencontre de Théodelinde.
18. Rencontre entre Théodelinde et Authari près de Vérone.
19. Mariage du couple le 15 mai 590.
20. Entrée du couple à Vérone.
21. Réjouissances pour le mariage à Vérone.
22. Authari conquiert Reggio de Calabre.
23. Authari meurt empoisonné à Pavie (5 septembre 590) (début de la quatrième bande, par la gauche).

### Scènes 24 à 30:Préliminaires et  mariage entre la reine et le deuxième mariAgilulf
1. Théodelinde est confirmée reine des Lombards et obtient le droit de choisir son second mari. Son choix se porte sur Agilulf, duc de Turin.
2. Agilulf reçoit un message de Théodelinde.
3. Agilulf et Théodelinde se rencontrent à Lomello
4. Agilulf renie l'Arianisme, se convertit au catholicisme et prend le nom de Paul.
5. Couronnement d'Agilulf en tant que roi des Lombards.
6. Mariage de Théodelinde et Agilulf.
7. Banquet de noces

### Scènes 31 à 41:Naissance et développement de la Cathédrale de Monza, mort d'Agilulf et de Théodelinde
1. Le couple royal part à la chasse.
2. Scène divisée en deux parties :
3. Apparition de le Saint-Esprit sous la forme de colombe.
4. Pose de la première pierre du Dôme de Monza (début de la cinquième bande, celle plus basse, par la gauche).
5. Théodelinde fait transformer les idoles païennes dans le trésor chrétien de la nouvelle église.
6. Donations de Théodelinde au Dôme.
7. Adaloald, le jour de son couronnement donne à l'église d'autres trésors.
8. Mort d'Agilulf.
9. Pape Grégoire Ier confie au diacre Jean des dons pour le Dôme de Monza, dont des reliques et codes.
10. Le diacre Jean remet les dons à l'évêque de Monza en présence de Théodelinde.
11. Mort de la reine Théodelinde

### Scènes 42 à 45:Débarquement malheureux de l'EmpereurConstantin IVet son retour àByzance
1. L' Empereur Constantin IV part afin de chasser les Lombards d'Italie.
2. Arrivée en Italie de l'empereur Constant.
3. Un ermite prédit à l'empereur l'impossibilité de défaire les lombards.
4. L'empereur Constant quitte l'Italie sans combattre.

### Analyse
Le rythme du récit est variable. Il peut être très rapide ou très lent  en mettant l'accent sur certains épisodes historiques d'une importance particulière ainsi que sur les protagonistes et les donneurs d'ordre.
On compte 28 scènes nuptiales ou de préparation de mariage qui font penser à l'affaire Blanche Marie Visconti et le passage de pouvoir entre les Visconti et les Sforza. La similitude avec la reine Lombarde qui choisit le nouveau roi en l'épousant semble légitimer la prise du pouvoir par Francesco Sforza (1441) par la voie du mariage.
De nombreuses scènes de la vie, comme les danses, les banquets, les fêtes, la chasse, avec une description méticuleuse des vêtements, coiffures, armes et armures, offrent un extraordinaire aperçu de la vie à la cour du Milan au XVe siècle.

## Technique
La technique picturale est complexe et précieuse avec fresque, tempera à sec, décorations en relief, dorures à feuille et à pastille comme dans une grande miniature monumentale.

## Style
Les scènes représentent des faits historiques dans un milieu idéal, avec des personnages en costume d'époque contre un ciel en or.
Le style des peintures montre une adhésion tardive aux manières de Michelino da Besozzo, avec des lignes élégantes et des couleurs tenues. Une grande attention est portée aux détails tandis que les figures apparaissent atones et sans poids.

## Sources
- (it) Cet article est partiellement ou en totalité issu de l’article de Wikipédia en italien intitulé « Cappella di Teodolinda » (voir la liste des auteurs).